# Иван Станев (режисьор)
Иван Станев е български театрален и кинорежисьор, сценограф и творец в областта на новите медии, преводач на драматургия и писател.

## Биография
Иван Станев е роден на 29 юни 1959 г. във Варна, България. Майка му, Донка Райкова, е юристка и поетеса, а баща му Станьо Станев е инженер и фотограф. Племенник е на Райко и Данаил Райкови, основатели на детското театрално студио “Щурче”, където играе от петгодишен. Записва се в езикова гимназия с преподаване на немски език, като същевременно учи интензивно френски, руски и английски език.
Завършва театрална режисура при проф. Гриша Островски във ВИТИЗ в София (1983). Още като студент в академията основава неофициална авангардна театрална група, която го довежда до тежки конфликти с цензурата в комунистическа България. Скандал предизвиква неговата постановка „Пътека за дивеч“ и той завършва следването си задочно. Дебютира като режисьор в ловешкия театър през 1984 г. с пиесата „Любовта към трите портокала“. Втората му пиеса на същата сцена – „Алхимия на скръбта“, колаж по Антон Чехов, Лудвиг Витгенщайн и Йожен Йонеско, е спряна от цензурата. Не му е позволено да работи като театрален режисьор и той продължава да следва философия в Софийския университет и започва да превежда творбите на Теодор Адорно и Хайнер Мюлер, междувременно да пише пиеси, стихотворения и есета, всички те публикувани много по-късно. Започва да пише докторска дисертация, която остава недовършена.
Превежда от немски пиеси на Франц Ксавер Крьоц, Фридрих Шилер, Фридрих Дюренмат, Йодьон фон Хорват.
В театъра в Ловеч остава до 1986 г., след което работи на свободна практика до 1988 г. През 1988 г. е поканен да представи театралната си продукция, наречена „Раната Войцек“ (поставена в театър „София“), на фестивала „Берлин – културна столица на Европа '88“ в Западен Берлин. Решава да не се връща в България и да живее в емиграция. Започва да пише на немски език и да поставя свои пиеси в Берлин.
През 1992 г. гастролира в България с берлинския театър „Хебел“. Впоследствие поставя в театър „София“ и Театрална работилница „Сфумато“. През 1997 г. поставя „Дон Жуан в ада“ по Молиер, Бодлер и Батай в театър „София“, а през 2005 г. – „Изкопни материали“ в Театър Сфумато.
От 1999 г. работи и по няколко големи френско-германски театрални постановки. Поради нарастващия си интерес към визуалните изкуства той режисира и продуцира два експериментални филма: Villa Dei Misteri и Luxor Las Vegas. През 2009 г. завършва първия си независим игрален филм, заснет на 35 мм, наречен Moon Lake, продуциран от Донка Ангелова.
Преподавател по театрознание в Свободния университет на Берлин.
През последните години от живота си живее в Берлин и Париж и работи в Германия и Франция.
Умира на 1 декември 2023 г.

### На български език
- Избитите обитатели (из тетрадките на един закъснял модернист) – поезия, драма, теория 1985-1987. София: Вирга, 1994

### На немски език
- 1992 Lapsus Linguae,[13] Autoren-Kollegium Berlin
- 2000 Postskriptum, поема, Juliettes Literatursalon Berlin
- 2002 Villa Dei Misteri, Juliettes Literatursalon Berlin
- 2003 Luxor Las Vegas, Konkursbuch Verlag Berlin/Tübingen
- 2009 Moon Lake, поема, Алтера, София
- 2017 Abrasax Asteroiden, поема, Bleibende Steinzeit/Tumult/Sonderzahl Wien
- 2018 Place Fantôme, театрална поема, T.INTE Berlin

### На английски език
- 2023 Poems in Posthuman Akkadian

### Преводи
- Хайнер Мюлер, Пиеси (Филоктет; Херакъл 5; Хорация; Битката; Животът на Гундлинг; Фридрих фон Пройсен; Сънят, мечтата, викът на Лесинг; Пустеещи брегове; Медеяматериал; Пейзаж с аргонавти). Превод от немски език Иван Станев. София: Народна култура (Библиотека „Театър“), 1980, 164 с.

## Филмография

### Видеофилми
- Villa dei misteri (2003)
- Luxor Las Vegas (2006)
- Le Bleu du Ciel (2016)
- Inge (2019)

### Филми на 35 мм
- Moon Lake (2009)[14]

### Уеб телевизия
- TTV – Totleben TV (2023)

## Инсталации
- Don Juan im Kumpelnest 3000 zu Berlin (2000)
- Hollywood Forever Архив на оригинала от 2023-12-03 в Wayback Machine. (2004)
- Place Fantôme (2018)

## New Media Art
- CHEZ TOTLEBEN | Phantom Art Apartment (2023)
- GOT | Garden of Totleben (2023)
- TO DESCA | Totleben´s Writing Desk (2023)

## Изложби
- Anima Mundi – Rituals | Venice (2022)[15]
- Anima Mundi – Consciousness | Venice (2022)[15]
- Rome International Art Fair | Medina Art Gallery | Rome (2022)[16]
- London Contemporary | The Line Contemporary Art Space | London (2022)[17]
- Miss Toto K. | Seven Star Gallery | Berlin (2022)[18]

## Значими театрални постановки
- 1982 Пътека за дивеч, Ловешки театър – свалено от цензурата представление
- 1984 Любовта на трите портокала от Иван Станев по Карло Гоци
- 1985, 1986 Алхимия на скръбта, колаж на Иван Станев по Чехов, Витгенщайн, Бодлер и Йонеско – свалено от цензурата представление
- 1987, 1988 Woyzeck. Die Wunde Woyzeck. Bildbeschreibung (Раната Войцек) по Бюхнер / Мюлер, Театър София, Hebbel Theater Berlin
- 1989 Betrogen / Gestern an einem sonnigen Nachmittag по Харолд Пинтър / Хайнер Мюлер, Studiotheater München
- 1990/91 Schuld und Bühne (Вина и сцена) от Иван Станев, Hebbel Theater Berlin, Eurokaz Zagreb
- 1991 Hermaphroditus от Иван Станев, Hebbel Theater Berlin, Kampnagelfabrik Hamburg, Mickery Amsterdam, Theater der Welt Essen
- 1992 Brüderchen und Schwesterchen (Братчета и сестричета), от Иван Станев, Podewil Berlin
- 1995 Die Möwe (Чайка) от Антон Чехов, Volksbühne Berlin
- 1997 Дон Жуан в Ада от Жан Батист Молиер, Шарл Бодлер и Жорж Батай, Театър София
- 1998 Sprechen-Schweigen по Йонеско / Витгенщайн, Podewil Berlin
- 1998 Good night, ladies по Шекспир / Мюлер, Künstlerhaus Bethanien Berlin
- 1999 Histoire de l'œil (История на окото) от Жорж Батай, Théâtre de la Manufacture Nancy, Theatre Sofia
- 1999 Don Juan im Kumpelnest 3000 zu Berlin, Sophiensaele Berlin
- 2000 Le bleu du ciel от Жорж Батай, Sophiensaele Berlin, Théâtre de Chartres, La rose des vents Lille, Théâtre Antoine Vitez Aix-en-Provence[19]
- 2001 Villa Dei Misteri от Иван Станев, Sophiensaele Berlin, Théâtre de la Bastille Paris, Théâtre Antoine Vitez Aix-en-Provence, La rose des vents Lille, FFT Düsseldorf
- 2002 Luxor Las Vegas от Иван Станев, Sophiensaele Berlin
- 2004 Hollywood Forever от Иван Станев, Hebbel Theater Berlin, Le Maillon Strassburg, La rose des vents Lille, FFT Düsseldorf, Gessnerallee Zürich
- 2004 Moon Lake, по поема на Иван Станев, Norwegian Theatre Academy Fredrikstad
- 2005 Изкопни материали от Иван Станев по Андрей Платонов, Театър Сфумато, София[9]
- 2009, 2010 Mord im Burgtheater от Иван Станев, Volksbühne Berlin, Le Maillon Strassburg[20][21]
- 2011 Rustschuk - Die gerettete Zunge (Русчук – Спасеният език) от Елиас Канети, Theater Osnabrück[22]
- 2013 Bitte bei TOTLEBEN klingeln - текст и режисура на Иван Станев, Wonderloch Kellerland / Berlin
- 2015 TTV. Live from Todessa – Totleben TV
- 2017 Scherzo di Follia – текст и режисура на Иван Станев, Kopfgeldjäger, Berlin
- 2018 Place Fantôme – текст и режисура на Иван Станев, Hauptstadtkulturfonds, Berlin

## Грантове и награди
- VILLA DEI MISTERI | Special Ivan Stanev | FilmFest München (2003)
- VILLA DEI MISTERI | Videoart Award | AsoloArtFilmFestival, Italy (2005)
- WEIL | Simone Weil | Work in Progress | GVL, Neustart Kultur (2022)
- LA TÊTE | Jeanne Hébuterne | Work in Progress | GVL, Neustart Kultur (2022)
- KAMIKAZE KARAOKE | Work in Progress | Akademie der Künste, Berlin (2022)
- NINURTA´S EXPLOITS | Poems in Posthuman Akkadian | Work in Progress | Fonds Darstellende Künste (2022)
- MISS TOTO K. | Toto Koopman | Work in Progress | Fonds Darstellende Künste (2022)